# Szabolcs Székely
Szabolcs Székely (n. 29 iunie 1985, Aiud, România) este un fotbalist român aflat ultima dată sub contract cu UTA Arad